# Olympische Sommerspiele 2020/Gewichtheben – Bantamgewicht (Männer)
Das Gewichtheben der Männer in der Klasse bis 61 kg (Bantamgewicht) bei den Olympischen Sommerspielen 2020 in Tokio fand am 25. Juli 2021 im Tokyo International Forum statt. Es traten 14 Sportler aus 14 Ländern an.
Der Wettkampf bestand aus zwei Teilen: Reißen (Snatch) und Stoßen (Clean and Jerk). Die Athleten traten in zwei Gruppen zuerst im Reißen an, bei dem sie drei Versuche hatten. Gewichtheber ohne gültigen Versuch schieden aus. Im Stoßen hatte wieder jeder Athlet drei Versuche. Der Athlet mit dem höchsten zusammenaddierten Gewicht gewann. Im Falle eines Gleichstandes hätte das geringere Körpergewicht den Ausschlag gegeben.

## Titelträger
| Weltmeister     | Reißen    | Li Fabin      | 145 kg | WM 2019 in Pattaya     |
| Weltmeister     | Stoßen    | Li Fabin      | 173 kg | WM 2019 in Pattaya     |
| Weltmeister     | Zweikampf | Li Fabin      | 318 kg | WM 2019 in Pattaya     |
| Olympiasieger * | Zweikampf | Long Qingquan | 307 kg | 2016 in Rio de Janeiro |

## Rekorde

### Bestehende Rekorde
| Weltrekord | Reißen    | Li Fabin        | 145 kg | Pattaya, Thailand    | 19. September 2019 |
| Weltrekord | Stoßen    | Eko Yuli Irawan | 174 kg | Ashgabat, Usbekistan | 3. November 2018   |
| Weltrekord | Zweikampf | Li Fabin        | 318 kg | Pattaya, Thailand    | 19. September 2019 |

Das Gewichtheben der Männer fand bisher bei keinen Olympischen Sommerspielen in der Gewichtsklasse bis 61 kg statt. Daher gab es vor den Spielen in Tokio noch keine olympischen Rekorde in dieser Klasse.

### Neue Rekorde
| Olympischer Rekord | Stoßen    | Li Fabin | 172 kg | Tokio, Japan | 25. Juli 2021 |
| Olympischer Rekord | Zweikampf | Li Fabin | 313 kg | Tokio, Japan | 25. Juli 2021 |

Für einen olympischen Rekord im Reißen hatte die International Weightlifting Federation bei der Anpassung der Gewichtsklassen 2018 einen olympischen Standard von 142 kg festgesetzt. Li Fabin war mit 141 kg im Reißen zwar der Wettkampfbeste in dieser Disziplin, dieses Gewicht reichte jedoch nicht zur Aufstellung eines olympischen Rekordes.

## Zeitplan
- Gruppe B: 25. Juli 2021, 11:50 Uhr (Ortszeit)
- Gruppe A: 25. Juli 2021, 15:50 Uhr (Ortszeit)

## Endergebnis
| Rang | Athlet                 | Nation                  | Gr. | Kgw.  | Reißen (kg) | Reißen (kg) | Reißen (kg) | Reißen (kg) | Stoßen (kg) | Stoßen (kg) | Stoßen (kg) | Stoßen (kg) | Zweikampf |
| Rang | Athlet                 | Nation                  | Gr. | Kgw.  | 1           | 2           | 3           | Gesamt      | 1           | 2           | 3           | Gesamt      | Zweikampf |
| ---- | ---------------------- | ----------------------- | --- | ----- | ----------- | ----------- | ----------- | ----------- | ----------- | ----------- | ----------- | ----------- | --------- |
| 1    | Li Fabin               | China                   | A   | 60,90 | 137         | 137         | 141         | 141         | 166         | 172         | 178         | 172         | 313       |
| 2    | Eko Yuli Irawan        | Indonesien              | A   | 60,80 | 137         | 141         | 141         | 137         | 165         | 177         | 177         | 165         | 302       |
| 3    | Igor Son               | Kasachstan              | A   | 60,25 | 126         | 131         | 134         | 131         | 156         | 162         | 163         | 163         | 294       |
| 4    | Yoichi Itokazu         | Japan                   | A   | 60,85 | 130         | 130         | 133         | 133         | 158         | 159         | 162         | 159         | 292       |
| 5    | Seraj Alsaleem         | Saudi-Arabien           | A   | 60,90 | 124         | 127         | 129         | 129         | 159         | 166         | 166         | 159         | 288       |
| 6    | Davide Ruiu            | Italien                 | A   | 60,90 | 123         | 127         | 131         | 127         | 153         | 159         | 159         | 159         | 286       |
| 7    | Schota Mischwelidse    | Georgien                | A   | 60,95 | 130         | 134         | 135         | 130         | 155         | 163         | 165         | 155         | 285       |
| 8    | Luis García            | Dominikanische Republik | B   | 60,95 | 120         | 120         | 124         | 120         | 154         | 154         | 154         | 154         | 274       |
| 9    | Simon Brandhuber       | Deutschland             | B   | 61,00 | 123         | 127         | 127         | 123         | 142         | 142         | 145         | 145         | 268       |
| 10   | Morea Baru             | Papua-Neuguinea         | B   | 61,00 | 113         | 118         | 118         | 118         | 147         | 153         | 153         | 147         | 265       |
| 11   | Éric Andriantsitohaina | Madagaskar              | B   |       | 105         | 110         | 114         | 114         | 140         | 150         | 154         | 150         | 264       |
| 12   | Marcos Rojas           | Peru                    | B   |       | 100         | 105         | 107         | 105         | 130         | 130         | 135         | 135         | 240       |
| —    | Thạch Kim Tuấn         | Vietnam                 | A   | 60,80 | 126         | 126         | 130         | 126         | 150         | 150         | 153         | —           | —         |
| —    | Kao Chan-hung          | Chinesisch Taipeh       | A   | 60,70 | 125         | 128         | 130         | 125         | 147         | 147         | —           | —           | DNF       |